# Šarkamen
Šarkamen (kyrillisch Шаркамен), auch Šaren Kamen (Шарен камен) genannt, ist ein Dorf in der Opština Negotin im Bezirk Bor im Osten Serbiens.

## Einwohner
Die Volkszählung 2002 (Eigennennung) ergab, dass 374 Menschen im Dorf leben.
Davon waren:
|                   | Anzahl | Prozent |
| Gesamt            | 374    | 100     |
| Serben            | 369    | 98,66   |
| Kroaten           | 1      | 0,26    |
| Magyaren (Ungarn) | 1      | 0,26    |
| Walachen          | 1      | 0,26    |
| Unbekannt         | 2      | 0,52    |

Weitere Volkszählungen:
- 1948: 836
- 1953: 821
- 1961: 772
- 1971: 672
- 1981: 590
- 1991: 496
- 2002: 374